# 알리프달 환초

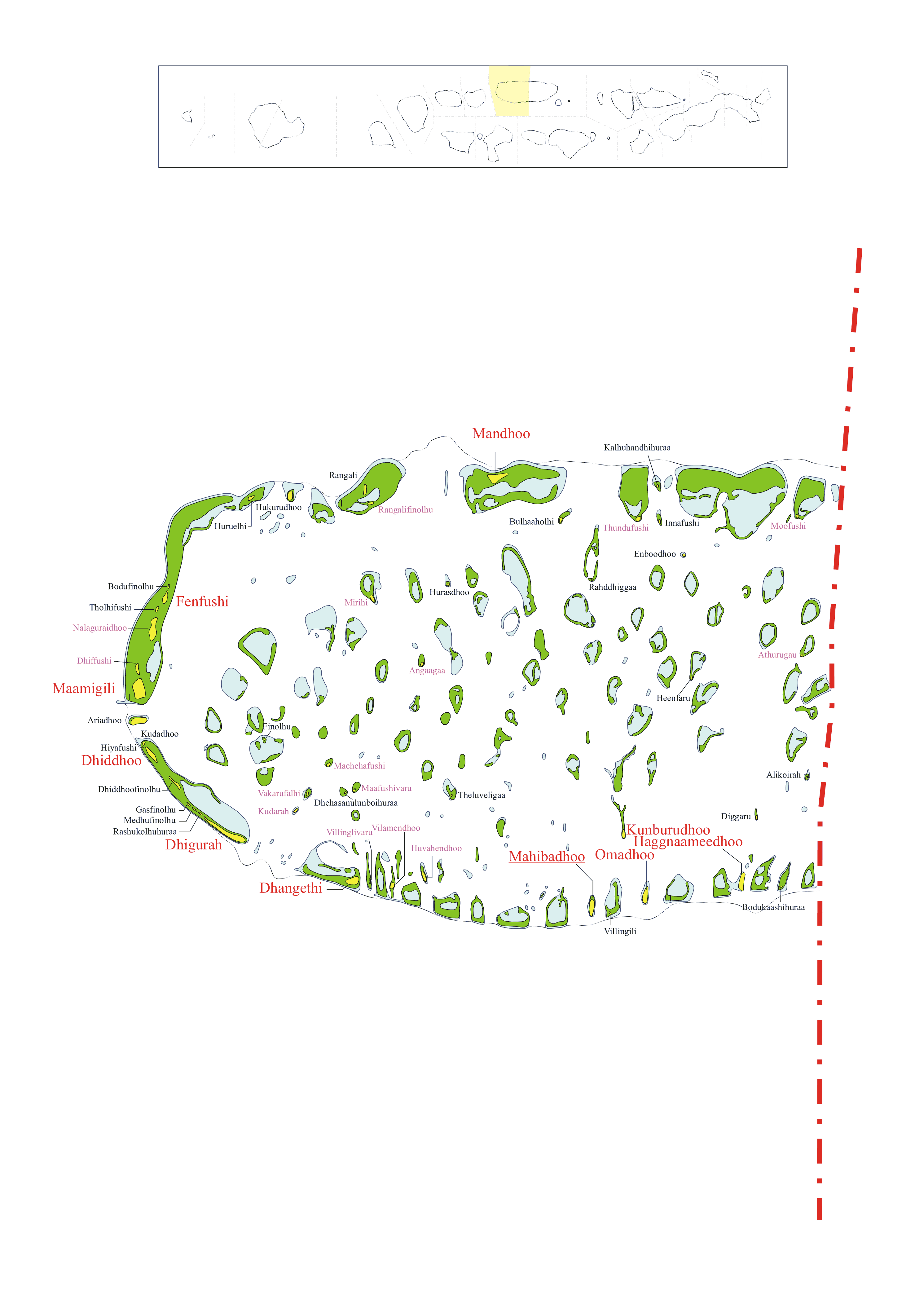
알리프달 환초

알리프달 환초(디베히어: އަރިއަތޮޅު ދެކުނުބުރި, Alif Dhaal) 또는 아리데쿠누부리 환초(Ari Atholhu Dhekunuburi, 남아리 환초)는 몰디브 서부에 위치한 환초로 행정 중심지는 마히바두이며 인구는 8,111명(2006년 기준)이다. 49개 섬으로 구성되어 있다.